# Domestic Disturbance
Domestic Disturbance (conocida como Falsa identidad en España y Enemigo en casa en Hispanoamérica) es una película estadounidense de suspenso psicológico de 2001 dirigida por Harold Becker y protagonizada por John Travolta, Vince Vaughn, Teri Polo, Matthew O'Leary y Steve Buscemi.
Travolta fue nominado al Premio Golden Raspberry como peor actor. Mientras que O'Leary fue nominado a los Premios Young Artist como mejor actor de reparto.

## Sinopsis
Susan Morrison (Teri Polo) se va a casar con Rick Barnes (Vince Vaughn), un rico empresario. Danny (Matthew O'Leary), hijo de su anterior matrimonio con Frank (John Travolta), no está feliz con la idea de su madre de casarse ya que el prefiere a su padre.                                                                                                        
En la boda de Susan y Rick, Frank conoce a un hombre enigmático llamado Ray Coleman (Steve Buscemi) quien dice conocer a Rick, ya que son amigos desde hace mucho tiempo y además hacen negocios juntos. Lo que Frank no sabe es que Ray está extorsionando a Rick para que le dé dinero y lo anduvo buscando desde hace mucho tiempo para que pagara. Estaba alojado en un motel local y, además, Rick en realidad se llama Jack Parnell.                                                                                                                                                       
Mientras Susan le dice a Jack que van a tener un bebé, este último decide ir a su fábrica para pagarle la deuda a Ray sin saber que Danny se había escondido en el coche, impactado por la noticia del bebé. Llegan a la fábrica y, cuando Ray descubre a Danny, es asesinado por Jack, quien se deshace del cuerpo y las pertenencias de Ray en el incinerador, pero ve cómo Danny lo está espiando y éste escapa a la policía. Sin embargo, ni la policía ni su madre le creen. Pero su padre sí, así que se pone a investigar.  
Frank, a pesar de reunir pruebas como el encendedor de Ray encontrado en la fábrica de Jack y el motel donde se alojó, no consigue que la policía le preste atención, mientras Jack amenaza repetidas veces a Danny. Susan está pensando en quitarle la custodia de Danny ya que sigue sin creerle, pensando que sólo le hace daño a su hijo. Sin embargo, y sin darse por vencido, Frank logra sacar de la amante de Ray su equipo favorito: los Chicago Bulls. Al buscar en Internet descubre la extorsión, pero es golpeado por detrás por Jack, quien quema el taller donde vive, quemándose la mano, pero Frank logra escapar.
Al aparecer el incendio en las noticias, Danny convence a Susan de lo que es capaz su marido, además de que lo ve poniéndose aloe vera en la mano quemada, pero Jack logra atraparlos. Sin embargo, Frank llega en ese momento y, después de una pelea, Jack muere electrocutado y Frank libera a su familia.

## Reparto
- John Travolta - Frank Morrison
- Vince Vaughn - Rick Barnes / Jack Parnell
- Matthew O'Leary - Danny Morrison
- Teri Polo - Susan
- Steve Buscemi - Ray Coleman
- James Lashly - Jason
- Rebecca Tilney - Laurie
- Debra Mooney - Theresa
- Susan Floyd - Diane
- Chris Ellis - Detective Warren

## Producción
John Travolta aceptó participar en el proyecto por su interés en la temática de la trama, por encima de otras ofertas como la de Chicago. Travolta también influenció la decisión de seleccionar al debutante Matthew O'Leary para interpretar a su hijo. Vince Vaughn declaró que disfrutó de actuar con Travolta y, como seguidor del cine de los años 1970 y del cine extranjero, se interesó por las «capas y dualidad» de su personaje.

### Incidentes durante el rodaje
En abril de 2001, durante el rodaje de la película, Steve Buscemi fue apuñalado en la garganta, la cabeza y el brazo, por intervenir en una pelea en un bar en Wilmington, Carolina del Norte, entre el guionista Scott Rosenberg, Vince Vaughn y un ciudadano de la localidad, Timothy Fogerty, quien supuestamente provocó el incidente. Vaughn, Rosenberg y dos hombres de la localidad, fueron detenidos recibiendo cargos de delitos menores por la pelea. Buscemi no recibió cargos. Los cuatro fueron inmediatamente liberados bajo fianza. El agresor de Buscemi, Timothy Fogerty, un residente de Wilmington de 21 años, recibió cargos de asalto a mano armada. Buscemi fue llevado a un hospital local en estado crítico. Después de que su situación se estableciera, voló de vuelta hacia Nueva York.

## Estreno
Paramount Pictures llevó a cabo el estreno mundial de Domestic Disturbance en el estudio el 30 de octubre de 2001. Las estrellas de la película estuvieron presentes, así como muchas otras celebridades invitadas. La película se estrenó oficialmente el 2 de noviembre de 2001 en 2910 cines de todo Estados Unidos. No resultó ser un éxito financiero, recaudando solo 45 246 095 dólares en Estados Unidos. Al final de su paso por las salas de cine, la película solo pudo recaudar 54 millones de dólares en todo el mundo sobre un presupuesto de 75 millones de dólares.
La película se lanzó en DVD el 3 de septiembre de 2002 por Paramount Home Entertainment.